# 21014 Daishi
21014 Daishi este un asteroid din centura principală de asteroizi.

## Descriere
21014 Daishi este un asteroid din centura principală de asteroizi. A fost descoperit pe 13 octombrie 1988 la Geisei de Tsutomu Seki. El prezintă o orbită caracterizată de o semiaxă mare de 3,14 ua, o excentricitate de 0,22 și o înclinație de 1,6° în raport cu ecliptica.